# Caxirola

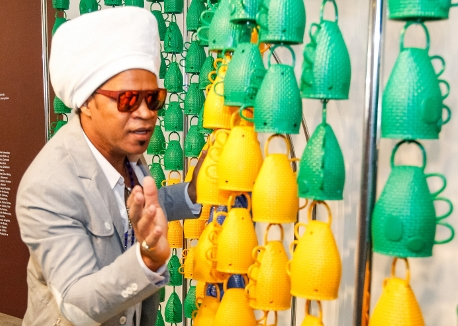
Carlinhos Brown avec des Caxirolas

La caxirola est un instrument de percussion. Elle acquiert une renommée internationale lors de la Coupe du monde de football de 2014.